# Adam by Eve: A Live in Animation
『Adam by Eve: A Live in Animation』は、Eveのライブとアニメーションと実写映像が一体となった音楽映画。
新曲『暴徒』『退屈を再演しないで』を含む全12曲が劇中歌として登場する。
2022年3月15日、Netflixにて世界同時配信が開始。また、東京、大阪、愛知、広島、宮城、福岡では、期間限定で劇場上映された。

## 劇中歌リスト
| 曲名               | 映像監督   | 備考                                   |
| ------------------ | ---------- | -------------------------------------- |
| ナンセンス文学     | 依田伸隆   |                                        |
| トーキョーゲットー | 依田伸隆   |                                        |
| 心予報             | 依田伸隆   |                                        |
| お気に召すまま     | 依田伸隆   |                                        |
| いのちの食べ方     | 依田伸隆   |                                        |
| 夜は仄か           | 依田伸隆   |                                        |
| 闇夜               | 依田伸隆   |                                        |
| ドラマツルギー     | 依田伸隆   |                                        |
| ラストダンス       | 依田伸隆   |                                        |
| 暴徒               | 吉崎響     | 制作: スタジオカラー、Remix: TeddyLoid |
| 廻廻奇譚           | 佐伯雄一郎 | VFX制作: khaki、出演: 大宰府まほろば衆 |
| 退屈を再演しないで | Waboku     |                                        |

- 劇作アレンジ曲－「僕らまだアンダーグラウンド」「廻廻奇譚」「闇夜」「sister」「心海」「お気に召すまま」「ドラマツルギー」

## 出演
- Eve
- あの - タキ
- 羽音 - アキ

## 主なスタッフ
- 企画・プロデュース: STORY inc.
- 企画: 川村元気
- エグゼクティブプロデューサー：吹野史斉、小原康平
- 監督・脚本・編集：依田伸隆 [1]
- 『暴徒』監督：吉崎響
- 『退屈を再演しないで』監督: Waboku
- 『廻廻奇譚』監督：佐伯雄一郎（VFX:khaki)

また、映画全体をとおして登場する「ひとつめ様」は、『ナンセンス文学』『ラストダンス』など、EveのMVを多く制作してきたMahの作品に登場するオリジナルキャラクターである。「ひとつめ様」以外にも、映画内には過去のMVに登場したキャラクターが多く登場し、エンドクレジットには、Music Video 提供協力として、Mah、Waboku、LOTTE、ENSHIYA、Mariyasu、Zemyata、TWINENGINE DIGITAL STUDIO、太田好治、谷聰志の名前が挙げられている。